# Marketta Pietarintytär Parkkonen
 Marketta Pietarintytär Parkkonen, var en finländsk tiggare som levde under 1600-talet. 
Hon var föremål för en uppmärksammad häxprocess. Hon avlade frivilligt en bekännelse och beskrev utförligt de trollkonster hon utförde inför rätten. Domstolen dömde henne till dryga böter. 